# Attatha sinuosa
Attatha sinuosa är en fjärilsart som beskrevs av François Louis Nompar de Caumont de Laporte 1973. Attatha sinuosa ingår i släktet Attatha och familjen nattflyn. Inga underarter finns listade i Catalogue of Life.